# 红色星球
《全面失控》是一部2000年科幻片，由安東尼·霍夫曼（Antony Hoffman）執導，查克·費瑞爾與強納森·萊姆金編劇，故事最初由費瑞爾發想。本片設定在2050年代的未來，人類在地球上面臨滅絕危機，因而採用火星地球化來因應。方·基默、凱莉-安·摩絲、湯姆·塞茲摩爾、本杰明·布拉特、西蒙·贝克與泰倫斯·史坦普飾演首批載人火星任務的成員，前去調查氧氣生成計畫失敗的原因。
威秀电影與華納兄弟在1998年確定合資製作本片，並視迪士尼同時期的為競爭對象。霍夫曼是南非裔廣告導演，本片是他的電影處女作。本片於1989年後半開拍，主要在澳大利亚製作，耗資6000萬美元以上。片中火星的地貌是在约旦和澳大利亚的库伯佩地取景，劇組也在悉尼的製片廠內部進行拍攝。
《全面失控》歷經兩次檔期延後，最終於2000年11月10日在美國上映。本片遭到多數影評人給予負評，劇情和角色被批評平淡無趣，特效等技術層面則獲讚賞。本片的票房表現也不佳，全球票房僅3346萬美元，被視為票房炸弹。

## 劇情

### 設定
21世紀，地球陷入無可挽回的生態危機，人類自2025年起採取將火星地球化來因應。人類派出无人航天器到火星，引爆冰層以引發温室效应，然後遍植藻類，提升氧氣在大氣中的含量。但在如今氧氣濃度因不明原因而下降，人類於是執行首次載人火星任務，派出載人太空船「火星一號」（Mars-1）前往火星調查。火星一號的女指揮官是包嫚，另載有其餘五名男性專業人員：工程師蓋洛格、生物工程師柏契諾、副駕駛先騰、地球化專家斐基爾和首席科學官尚德勒，以及軍用多用途四足機器人艾咪（AMEE）。除了柏契諾和斐基爾是平民，其他成員都有軍事背景。

### 故事大綱
火星一號的航程歷時六個月，眾人在太空船上生活並互動，蓋洛格嘗試與包嫚調情。2057年，太空船即將抵達火星，但一場伽玛射线暴導致太空船受損，包嫚必須留在太空船上操控，讓其他五名成員登陸火星進行調查。經過顛簸的著陸後，艾咪消失無蹤，尚德勒內臟出血。眾人必須仰賴太空服的有限氧氣來呼吸，尚德勒要求其他人盡速啟程，隨後獨自死去。
剩下四人在氧氣用完前抵達火星基地HAB 1，那裡沒有藻類只有廢墟，眾人陷入絕望。先騰與斐基爾在遠處起了口角，斐基爾一時不察將先騰推下懸崖。斐基爾折返後向同伴謊稱先騰因為絕望而跳崖自殺。氧氣完全用盡後，剩下的三人痛苦掙扎，蓋洛格忍不住將面罩摘掉，卻發現火星上其實有稀薄的空氣可以呼吸。另一方面，太空船停留在軌道上，包嫚解決了太空船起火和動力問題，但無法與蓋洛格等人通訊。太空總部認定任務失敗，傳訊指示包嫚返回地球。
隔天，艾咪突然出現在蓋洛格等人面前，蓋洛格打算從艾咪身上取下導航儀器來用，使艾咪切換至游擊戰的軍用模式，傷了柏契諾後離去。蓋洛格用探測車火星探路者改裝出一台對講機，與包嫚建立通訊。包嫚指示他們去找火星上一台廢棄的蘇聯太空船，將之重啟並返航回太空船。不久後，火星出現大範圍的風暴，導致通訊中斷。太空總部要求包嫚，若在時間內未能收到三人的消息，就要馬上返航。火星上的三人躲在岩石後等待風暴過去。蓋洛格坦承他們要找的太空船只能容下兩人，表示自己願意留下。斐基爾與其他兩人爭論起先騰的死，最後斐基爾搶走對講機自行離去。
蓋洛格和柏契諾試著追趕斐基爾，卻只能看著斐基爾被艾咪突襲殺死。兩人發現自己所在的地面布滿藻類，隨後他們在查看斐基爾的屍體時發現大量外型怪異的線蟲穿透了屍體。兩人發現，藻類消失是因為被蟲吃掉，但結果卻製造了足以讓人呼吸的氧氣量，或許這種蟲可以用來解決地球的環境問題。柏契諾也被蟲攻擊，他將採集了數隻蟲的容器交給蓋洛格，隨後引爆炸藥自焚而死，燒毀了所有蟲子和藻類。蓋洛格獨自一人抵達目的地並找到蘇聯太空船，艾咪也找到了他。蓋洛格用計逮住了艾咪，從它身上取得電池，讓太空船升空。軌道上的包嫚將蓋洛格接回來，兩人擁抱並接吻。

## 演員
- 方·基默飾演蓋洛格（Gallagher）：機械工程師，負責維修。
- 凱莉-安·摩絲飾演包嫚（Bowman）：太空船駕駛兼任務指揮官。有影評人認為該角色的名字致敬《2001太空漫遊》主角大衛·鮑曼博士（Dr. David Bowman）[10][11]。
- 湯姆·塞茲摩爾飾演柏契諾（Burchenal）：平民，生物工程師。
- 本杰明·布拉特飾演先騰（Santen）：副駕駛，個性火爆的硬漢[12][13]。
- 西蒙·贝克飾演斐基爾（Pettengill）：平民，地球化專家。個性較怯懦[12]。
- 泰倫斯·史坦普（英语：Terence Stamp）飾演尚德勒（Chantilas）：首席科學官，也是團隊的靈魂人物。他充滿信仰並一心追求真理[12]。

## 製作過程

### 籌備
1998年1月，報導稱威秀电影的老闆布魯斯·柏曼買下了編劇查克·費瑞爾的科幻題材待售劇本「孤身一人」（Alone），付出的價格為數十萬美元。劇本描述人類進行首次的載人火星任務，該名太空人受困火星後發現政府有所隱瞞，讓他身陷危機。威秀电影當時與華納兄弟簽有合約，兩家公司將共同出資，且前者負責製片，後者負責發行。片商期望於該年晚些時候在澳洲開拍。1998年7月，備受好評的南非廣告導演安東尼·霍夫曼（Antony Hoffman）簽約擔任導演，本片將是他的電影處女作。電影計畫於該年秋天開拍，拍片預算約為5000萬美元。強納森·萊姆金對劇本進行了改寫。
1999年5月，報導稱本片片名已改為「火星」（Mars），正加速籌備當中，計畫於8月在澳洲和冰岛開拍，外界認為華納兄弟以本片來和迪士尼的打對臺。《洛杉磯時報》指出，火星是該年度好萊塢的共同題材，原因包含1997年火星探路者登陸火星，以及1998年太空題材電影《絕世天劫》和《末日救未來》票房大賣。1999年5月稍晚，方·基默與凱莉-安·摩絲確認將領銜主演。1999年6月，湯姆·塞茲摩爾與西蒙·贝克加入演員陣容。在主要演員敲定前，片商曾向梅格·瑞安與約瑟夫·費因斯提出本片片約。
為了拍攝本片，霍夫曼花了數月的時間和美国国家航空航天局（NASA）和喷气推进实验室（JPL）的工程師合作。但是本片最終被NASA取消合作關係，未獲授權使用NASA的名稱和標誌。根據霍夫曼的說法，NASA表態反對是因為片中有太空人害死自己人的情節。相較之下，《火星任務》則成為首批與NASA建立正式合作關係的影視作品。
到了1999年後半，本片的片名已定為「全面失控」（Red Planet），並定於2000年3月31日上映。1999年11月，本片的美國檔期從2000年3月31日延後至6月16日，避開定檔於2000年3月10日的《火星任務》。2000年2月，《全面失控》再度延期，新檔期為該年11月10日。華納兄弟的夏洛特·肯德爾（Charlotte Kandel）表示，由於本片在後期製作階段需要處理大量特效，先前的兩個檔期只是暫定。

### 拍攝

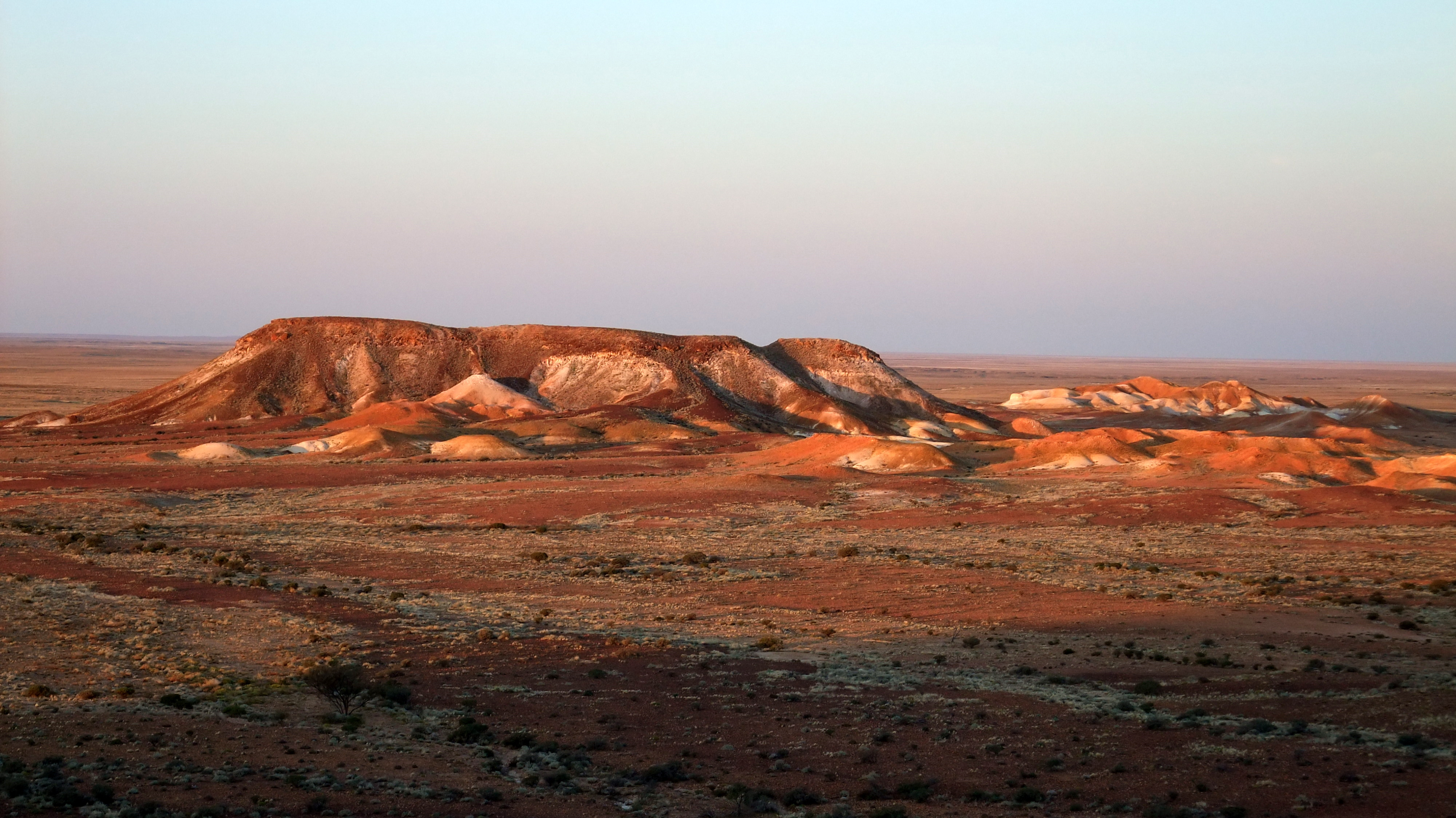
库伯佩地一景

1999年8月26日，報導稱本片的主體拍攝將於下周在约旦開始，之後還會移師至澳大利亚的库伯佩地和悉尼。霍夫曼希望以外景拍攝的方式呈現火星樣貌，而非在攝影棚製作和依賴後製特效。劇組在约旦和库伯佩地拍攝火星場景，1999年8月30日起在約旦拍攝了一至二周，在库伯佩地拍攝了三周。劇組原本要在冰岛而非約旦拍攝，但冰島已出現草地，無法拍攝用來拍攝火星的場景。劇組到約旦拍攝的用意是拍澳洲沙漠所沒有的陡峭懸崖。
1999年10月7日，報導稱本片於該周起在雪梨進行為期十周的最後拍攝。劇組在雪梨的多個製片廠和大型倉庫拍片，原因在於主要片場福斯製片廠非常搶手。劇組也在蒲庶庇的一處採石場拍攝，在晚間進行。2000年1月20日，報導稱本片已於近期殺青。本片的製片預算為6000萬美元（另一說7500萬美元），據稱主體拍攝並未超時也未超支。電影主要在澳洲進行製作，劇組稱他們在新南威爾士州斥資4000萬美元，並聘請360名當地人員。在後期製作中，本片的特效由Digital Domain、Cinesite與Flash Film Works等廠商打造，於2000年5月接近完工。艾咪的特效由Cinesite製作。
本片的拍攝過程對人員而言頗為艱辛。在澳洲沙漠中拍片會遇到沙塵暴和強風，蒼蠅也是一大困擾。演員們所穿的太空服需要花30分鐘才能穿上，儘管服裝配備有頭盔風扇和散熱背心，约旦和库伯佩地的高溫仍讓演員感到非常辛苦。據傳有一名演員在攝氏50度的高溫下昏倒兩次，演員本杰明·布拉特遇到食物中毒，也有人面臨幽闭恐惧症的問題。
雖然製片方當時予以否認，但基默與塞茲摩爾兩名男演員在片場鬧得很不愉快，甚至發生爭執與衝突。也有消息指出，兩人因為保護令（Restraining order）而不能同台演戲，劇組必須請替身來演出。基默本身在好萊塢就以壞脾氣聞名，而塞茲摩爾那時則陷入毒癮和與妻子玛伊芙·奎因兰的婚姻問題。另一名演員布拉特當時向媒體表示，基默與塞茲摩爾之間的緊張局勢出自對拍片的意見不合。塞茲摩爾在2014年回顧表示，拍攝本片可能是他生涯中最接近搞砸的一次經驗。兩人互動的相關描述可見於塞茲摩爾的2016年回憶錄《By Some Miracle I Made It Out of There》和基默的紀錄片《方》。

### 配樂
| 原聲帶曲目列表 | 原聲帶曲目列表                                      | 原聲帶曲目列表               |
| 曲序           | 曲目                                                | 演出者                       |
| -------------- | --------------------------------------------------- | ---------------------------- |
| 1.             | The Tower That Ate People                           | 彼得·蓋布瑞爾                |
| 2.             | Inferno                                             | 艾瑪·夏普蘭                  |
| 3.             | A Thousand Years                                    | 史汀                         |
| 4.             | Mars Red Planet                                     | 格雷姆·雷維爾                |
| 5.             | The Fifth Heaven                                    | 艾瑪·夏普蘭                  |
| 6.             | MontokPoint                                         | 威廉·歐比特                  |
| 7.             | Canto XXX                                           | 艾瑪·夏普蘭                  |
| 8.             | Alone                                               | 格雷姆·雷維爾                |
| 9.             | Dante's Eternal Flame                               | 梅麗莎·卡普蘭與格雷姆·雷維爾 |
| 10.            | Crash Landing                                       | 格雷姆·雷維爾                |
| 11.            | The Tower That Ate People (Remix)                   | 彼得·蓋布瑞爾                |
| 12.            | When The World Is Running Down (You Can't Go Wrong) | Different Gears Vs. 警察乐队 |

## 上映
本片於2000年11月6日星期一在西木村福斯劇院舉行首映禮，11月10日在美國院線上映。華納兄弟自2000年7月開始宣傳本片，釋出電影海報與預告。美國電影協會將本片分為PG-13級，原因是本片包含科幻暴力元素、短暫裸露畫面和不當言語。

## 迴響

### 影評
| 綜合得分     | 綜合得分 |
| 來源         | 評分     |
| ------------ | -------- |
|              | 34/100   |
| 爛番茄       | 14/100   |
| 評論得分     |          |
| 來源         | 評分     |
| 奧斯汀紀事   | [ 47 ]   |
| 英国广播公司 | [ 48 ]   |
| 芝加哥太陽報 | [ 10 ]   |
| 芝加哥論壇報 | [ 13 ]   |
| 帝國雜誌     | [ 49 ]   |
| IGN          | [ 11 ]   |

《全面失控》獲得多數影評人的負評。根据評論匯總网站爛番茄汇总的103篇评论文章，14%的评论家给予该作正面评价，平均打分为3.90分（满分10分）。该网站总结的评论家共识是“雖然《全面失控》有著出色的特效，但電影本身既無精打采又缺少有意思的角色。”在Metacritic網站上，本片得到「負面評論為主」的綜合評分，獲得了34/100分（27位影評人）。據美國CinemaScore所進行的調查，觀眾的平均評價於A+至F間落於「C」。
影評人在劇情方面大多給予負評，認為劇本並不精彩且平淡無趣，讓觀眾昏昏欲睡。《綜藝雜誌》的陶德·麥卡錫指謫本片缺乏戲劇性事件和令人興奮的故事，雖然為恐怖元素設了局，但編劇似乎不打算讓片中有任何出乎意料或懸疑的成分。影評人也批評本片缺少創新，在某些方面與《2001太空漫遊》等舊電影出現雷同之處。不過，也有影評人認為本片是1950年代風格的復古科幻故事並予以好評，例如《芝加哥太陽報》的罗杰·埃伯特和《奧斯汀紀事》的羅素·史密斯（Russell Smith）。埃伯特喜歡電影著重於角色用有限資源解決問題，也對結尾揭露的火星真相表示讚賞。
導演安東尼·霍夫曼的表現受到一些批評，英国广播公司的班·福克（Ben Falk）認為每個有潛力的橋段都被導演搞砸了，麥卡錫則批評霍夫曼用呆板的方式拍攝角色之間聊天。本片在技術層面為影評人所稱道，美術指導歐文·帕特森與攝影指導彼得·蘇切茨基等班底打造的電影視覺獲得好評。麥卡錫與《洛杉磯時報》的凱文·湯瑪斯稱讚片中的火星景觀，並認為相關特效「逼真」且「充滿說服力」。機器人艾咪的設計受到影評人讚賞，被視為全片亮點之一。
演員與角色方面，影評人給予褒貶不一的評價。凱莉-安·摩絲的演出廣受好評，部分影評人稱她獨撐大樑。針對方·基默的評論較為不一，伊伯特與史密斯認為他的表現足以服人。不過在角色塑造上，本片並未得到影評人認可。湯瑪斯批評角色全員缺乏個性，認為把對白靜音可能會讓電影更好看，亦有影評人認為稱糟糕的劇本讓優秀演員也難以發揮。整體而言，麥卡錫批評本片枯燥乏味，僅能靠少數讓人眼睛一亮的特效來讓觀眾恢復注意力。福克認為本片一無是處、看完就忘。IGN的史考特·布雷克（Scott Brake）稱本片光鮮亮麗但空洞，毫無靈魂。《帝國雜誌》的馬克·丁寧（Mark Dinning）用「平庸」來形容整部電影。湯瑪斯則稱，由於現實中太空飛行已成現實，本片的劇情和角色都被科技元素所掩蓋。《纽约时报》的史蒂芬·霍登認為本片是有潛力的鉅片，但被技術上的東西懾服、被乏味的套路框住。與先上映的競爭對手相比，影評人認為《全面失控》更為遜色。

### 票房
在美國，本片與《魔鬼接班人》、《怒海潛將》等四部電影同週上映，首週末在2703家電影院上映，收穫872萬美元，排名第五。《綜藝雜誌》認為該票房表現非常令人失望。次週末的票房下跌六成多，以281萬美元排名第九。上映約一個月後，《綜藝雜誌》報導本片國內票房總計僅1600萬美元，和年初上映的競爭對手同樣面臨票房失敗。在美國以外，台灣是全球最快上映本片的地區，於2000年11月24日上映，但首映週票房不敵《霹靂嬌娃》。《全面失控》在英國也表現不佳，上映該週只排名第四。
根據Box Office Mojo，本片的美國票房總計為17,480,890美元，加上海外票房15,983,079美元，得出全球票房為33,463,969美元。本片被視為票房炸弹，產生的虧損估計達到6300萬美元。有評論指出，在本片票房失利後，方·基默與湯姆·塞茲摩爾的演藝事業走下坡。導演安東尼·霍夫曼再也沒有執導電影，儘管他在本片上映時曾籌劃著下一部作品。
| 週次 | 上映院數 | 週末票房 （單位：美元） | 累積票房 （單位：美元） | 週末名次 | 備註       |
| ---- | -------- | ----------------------- | ----------------------- | -------- | ---------- |
| 1    | 2703     | 872萬                   | 872萬                   | 第5名    |            |
| 2    | 2703     | 281萬                   | 1351萬                  | 第9名    |            |
| 3    | 2054     | 114萬                   | 1561萬                  | 第14名   | 感恩节週末 |
| 4    | 1453     | 74萬                    | 1668萬                  | 第14名   |            |
| 5    | 335      | 11萬                    | 1705萬                  | 第25名   |            |
| 6    | 90       | 33,252                  | 1713萬                  | 第43名   |            |

## 備註
1. ↑  其他資料也提供了不同的數據：7500萬[5]。
2. ↑  掛名為「怪奇貨物」（Strange Cargo）。
3. ↑  原文：
4. ↑  見以下文獻：[48][51][52][53][54]
5. ↑  見以下文獻：[11][12][48][51][52][54]
6. ↑  見以下文獻：[11][51][54][56][57][58]
7. ↑  見以下文獻：[10][47][48][52]
8. ↑  見以下文獻：[48][52][53]

## 腳註
1. 1 2 3 4 5 6  Box Office Mojo上《红色星球》的資料（英文）
2. 1 2  美国电影学会目录上的《红色星球》（英文）
3. 1 2  《中華民國九十年電影年鑑》 2001，第128頁.
4. 1 2  Zion, Lawrie. . The Age. 1999-10-17  [2024-03-11]. （原始内容存档于2024-03-11） –Newspapers.com （英语）.
5. 1 2 3 4 5  Wallace, Amy. . Los Angeles Times. 1999-09-27  [2024-03-18]. （原始内容存档于2024-03-18） （美国英语）.
6. 1 2 3  爛番茄上《红色星球》的資料（英文）
7. 1 2 3  Metacritic上《红色星球》的資料（英文）
8. ↑  Lyons, Charles. . Variety. 2001-01-10  [2024-03-18]. （原始内容存档于2024-03-18） （美国英语）.
9. 1 2  Dirks, Tim. . Filmsite.org（英语：Filmsite.org）. AMC. （原始内容存档于2017-12-22）.
10. 1 2 3 4 5 6 7  Ebert, Roger. . RogerEbert.com.   [2024-03-24]. （原始内容存档于2024-02-18） （英语）.
11. 1 2 3 4 5 6 7  Brake, Scott. . IGN. 2000-11-07  [2024-03-25]. （原始内容存档于2020-09-30） （英语）.
12. 1 2 3 4 5  Holden, Stephen. . The New York Times. 2000-11-10  [2024-03-24]. （原始内容存档于2023-04-16） （英语）.
13. 1 2 3  Caro, Mark. . Chicago Tribune. 2000-11-10  [2024-03-24]. （原始内容存档于2024-03-26） （美国英语）.
14. 1 2  Petrikin, Chris; Karon, Paul. . Variety. 1998-07-08  [2024-03-10]. （原始内容存档于2024-03-10） （美国英语）.
15. 1 2 3  Chetwynd, Josh. . The Hollywood Reporter. 1998-01-26 （美国英语）.Nexis Uni 3RW6-3XS0-006P-R20P-00000-00
16. ↑  Karon, Paul. . Variety. 1998-01-29  [2024-03-10]. （原始内容存档于2024-03-10） （美国英语）.
17. ↑  Chetwynd, Josh. . The Hollywood Reporter. 1998-07-08 （美国英语）.Nexis Uni 3T3Y-84C0-006P-R1BW-00000-00
18. ↑  Fleming, Michael. . Variety. 1998-09-15  [2024-03-10]. （原始内容存档于2024-03-10） （美国英语）.
19. 1 2 3  Honeycutt, Kirk. . The Hollywood Reporter. 1999-05-12 （美国英语）.Nexis Uni 3WFM-87M0-006P-R42P-00000-00
20. 1 2  Petrikin, Chris. . Variety. 1999-05-20  [2024-03-10]. （原始内容存档于2024-03-10） （美国英语）.
21. ↑  Fleming, Michael. . Variety. 1999-05-28  [2024-03-10]. （原始内容存档于2024-03-10） （美国英语）.
22. ↑  Gennusa, Chris. . The Hollywood Reporter. 1999-06-24 （美国英语）.Nexis Uni 3WST-84F0-006P-R188-00000-00
23. ↑  Fleming, Michael. . Variety. 1999-06-29  [2024-03-10]. （原始内容存档于2024-03-10） （美国英语）.
24. ↑  Jensen, Jeff. . Entertainment Weekly.   [2024-04-07]. （原始内容存档于2024-04-07） （英语）.
25. ↑  Hayes, Dade. . Variety. 1999-11-04  [2024-03-10]. （原始内容存档于2024-03-10） （美国英语）.
26. 1 2  Variety Staff. . Variety. 2000-02-04  [2024-03-12]. （原始内容存档于2024-03-12） （美国英语）.
27. 1 2  Zion, Lawrie. . The Age. 1999-08-26  [2024-03-11]. （原始内容存档于2024-03-11） –Newspapers.com （英语）.
28. 1 2  Maddox, Garry. . The Sydney Morning Herald. 1999-08-26  [2024-03-11]. （原始内容存档于2024-03-12） –Newspapers.com （英语）.
29. 1 2 3 4 5 6 7 8 9 10 11  Maddox, Garry. . The Sydney Morning Herald. 1999-11-03  [2024-03-11]. （原始内容存档于2024-03-20） –Newspapers.com （英语）.
30. ↑  . The Hollywood Reporter 359 (38). 1999-09-28: 25-26, 28, 30, 32, 34, 36, 109-110, 112, 114-116 （美国英语）.ProQuest 2587856625
31. 1 2 3 4  Maddox, Garry. . The Sydney Morning Herald. 1999-10-07  [2024-03-11]. （原始内容存档于2024-03-12） –Newspapers.com （英语）.
32. 1 2 3 4  Maddox, Garry. . The Sydney Morning Herald. 1999-12-08  [2024-03-11]. （原始内容存档于2024-03-12） –Newspapers.com （英语）.
33. ↑  Laski, Beth. . The Hollywood Reporter. 2000-01-20 （美国英语）.Nexis Uni 3YCK-41Y0-006P-R32F-00000-00
34. 1 2  Graser, Marc. . Variety. 2000-05-11  [2024-03-18]. （原始内容存档于2024-03-18） （美国英语）.
35. ↑  Head, Steve. . IGN. 2000-02-10  [2024-03-26] （英语）.
36. 1 2  《全面失控》片尾名單
37. 1 2 3  Rush, George; Molloy, Joanna. . Daily News. 2000-01-12  [2024-03-11]. （原始内容存档于2024-03-20） –Newspapers.com （英语）.
38. 1 2  Fink, Mitchell. . Daily News. 2000-01-27  [2024-03-11]. （原始内容存档于2024-03-20） –Newspapers.com （英语）.
39. 1 2  Connelly, Sherryl. . New York Daily News. 2013-03-17  [2024-03-20]. （原始内容存档于2024-03-20） （美国英语）.
40. ↑  Stern, Marlow. . The Daily Beast. 2014-09-26  [2024-03-20] （英语）.
41. 1 2  O'Neill, Shane. . Looper. 2021-07-20  [2024-03-20]. （原始内容存档于2024-03-20） （美国英语）.
42. ↑  Weiler, Lauren. . MSN. 2025-04-03  [2025-07-11] （美国英语）.
43. ↑  Magary, Drew. . SFGate. 2021-07-28  [2024-03-20]. （原始内容存档于2024-03-20） （美国英语）.
44. ↑  Higgins, Bill. . Variety. 2000-11-09  [2024-03-10]. （原始内容存档于2024-03-10） （美国英语）.
45. ↑  Head, Steve. . IGN. 2000-07-18  [2024-04-07]. （原始内容存档于2024-04-07） （英语）.
46. ↑  需在下面的搜索框输入电影原名，便可查看搜尋結果：. www.filmratings.com.   [2024-04-07]. （原始内容存档于2024-05-02） （英语）.
47. 1 2 3 4  Smith, Russell. . The Austin Chronicle.   [2024-03-25]. （原始内容存档于2020-08-06） （美国英语）.
48. 1 2 3 4 5 6 7 8  Falk, Ben. . BBC. 2000-11-27  [2024-03-24]. （原始内容存档于2022-11-08） （英国英语）.
49. 1 2  Dinning, Mark. . Empire. 2000-01-01  [2024-03-25]. （原始内容存档于2021-05-17） （英语）.
50. ↑  需在下面的搜索框输入电影原名，页面会自动显示评分：. CinemaScore.   [2024-03-16]. （原始内容存档于2022-04-13） （英语）.
51. 1 2 3 4 5 6 7 8 9 10  McCarthy, Todd. . Variety. 2000-11-07  [2024-03-18]. （原始内容存档于2024-03-18） （美国英语）.
52. 1 2 3 4 5 6 7  Thomas, Kevin. . Los Angeles Times. 2000-11-10  [2024-03-18]. （原始内容存档于2024-03-18） （美国英语）.
53. 1 2 3 4  Vice, Jeff. . Deseret News. 2024-01-18  [2024-03-25] （英语）.
54. 1 2 3 4  Tatara, Paul. . CNN. 2000-11-10  [2024-03-25]. （原始内容存档于2010-11-21） （英语）.
55. ↑  Bradshaw, Peter. . The Guardian. 2000-12-01  [2024-03-25]. （原始内容存档于2014-05-09） （英国英语）.
56. 1 2  Phipps, Keith. . The A.V. Club. 2000-11-06  [2024-03-25]. （原始内容存档于2022-01-15） （英语）.
57. ↑  Graham, Bob. . SFGate.   [2024-03-24]. （原始内容存档于2023-04-26） （英语）.
58. ↑  Gleiberman, Owen. . Entertainment Weekly. 2000-11-13  [2024-03-24]. （原始内容存档于2020-10-29） （英语）.
59. 1 2  . Box Office Mojo.   [2024-03-18]. （原始内容存档于2024-03-18） （英语）.
60. ↑  Welkos, Robert W. . Los Angeles Times. 2000-11-14  [2024-03-18]. （原始内容存档于2024-03-18） （美国英语）.
61. ↑  DiOrio, Carl. . Variety. 2000-11-12  [2024-03-18]. （原始内容存档于2024-03-18） （美国英语）.
62. ↑  DiOrio, Carl. . Variety. 2000-11-19  [2024-03-18]. （原始内容存档于2024-03-18） （美国英语）.
63. ↑  . Box Office Mojo.   [2024-03-18]. （原始内容存档于2024-03-18） （英语）.
64. ↑  Hayes, Dade. . Variety. 2000-12-06  [2024-03-18]. （原始内容存档于2024-03-18） （美国英语）.
65. ↑  Groves, Don. . Variety. 2000-12-06  [2024-03-18]. （原始内容存档于2024-03-18） （美国英语）.
66. ↑  Groves, Don. . Variety. 2000-12-04  [2024-03-18]. （原始内容存档于2024-03-18） （美国英语）.
67. 1 2  . SYFY Official Site. 2020-11-10  [2024-03-20]. （原始内容存档于2024-03-20） （美国英语）.
68. ↑  Fleming, Michael. . Variety. 2000-11-13  [2024-03-20]. （原始内容存档于2024-03-20） （美国英语）.
69. ↑  . Box Office Mojo.   [2024-03-19]. （原始内容存档于2024-03-18） （英语）.

## 外部連結
- 官方网站[]（由於網站格式已過時，即使透過网络存档也無法取得完整內容）
- 互联网电影数据库（IMDb）上《红色星球》的资料（英文）
- AllMovie上《红色星球》的资料（英文）
- TCM电影资料库上《红色星球》的资料（英文）
- 爛番茄上《红色星球》的資料（英文）
- Box Office Mojo上《红色星球》的資料（英文）